# جاك زينك
جاك زينك (بالإنجليزية: John Smith Zink)‏ هو مهندس أمريكي، ولد في 28 أكتوبر 1928 في تلسا في الولايات المتحدة، وتوفي في 5 فبراير 2005.

## وصلات خارجية
- الموقع الرسمي